# SIMBAD

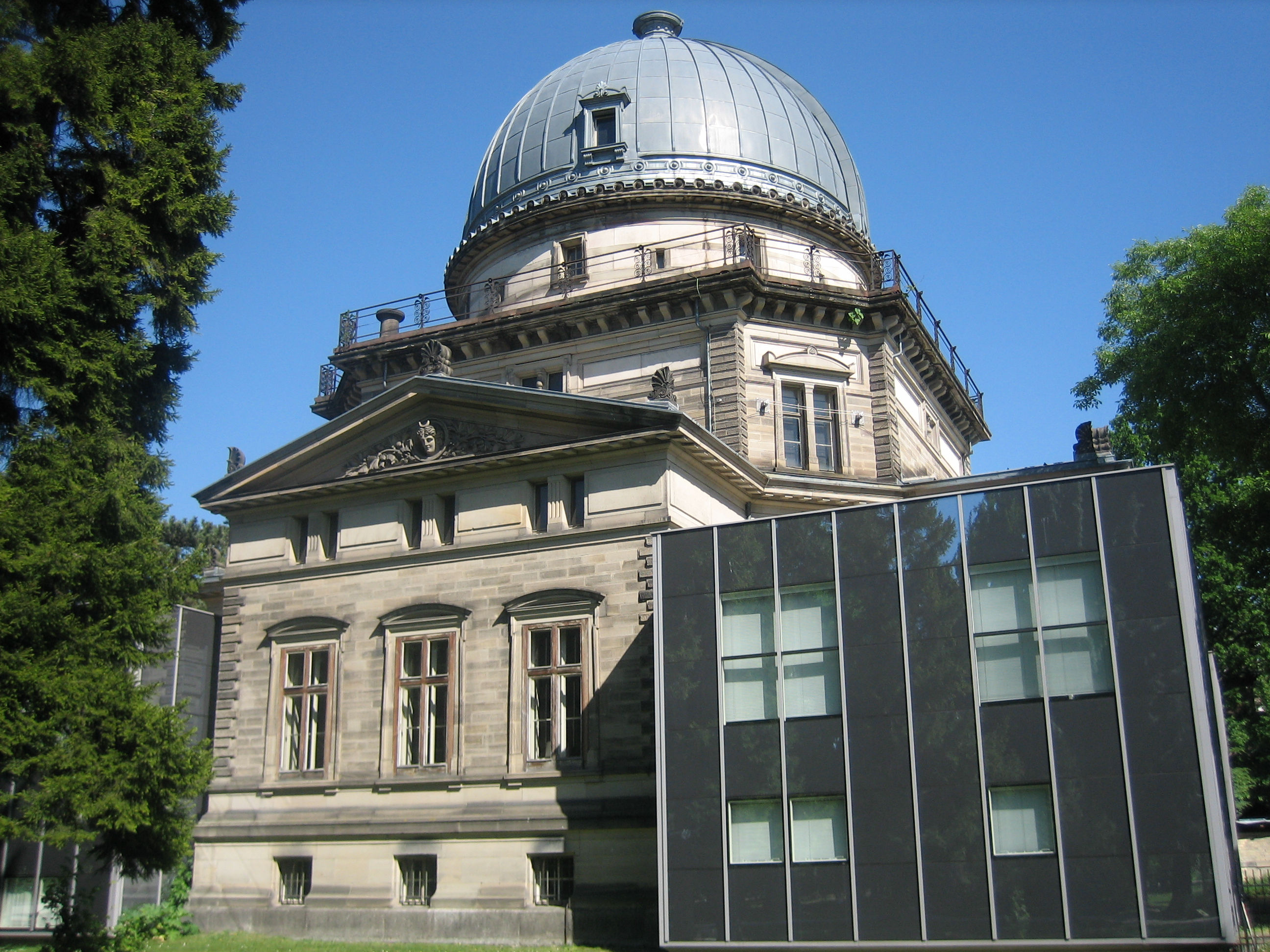
Đài quan sát Strasbourg

SIMBAD (viết tắt của Set of Identifications, Measurements, and Bibliography for Astronomical Data - Tập hợp các nhận dạng, đo đạc và tiểu sử cho dữ liệu thiên văn học) là một cơ sở dữ liệu thiên văn của các thiên thể bên ngoài Hệ Mặt Trời. Nó được quản lý bởi Centre de données astronomiques de Strasbourg (CDS), Pháp.
SIMBAD được tạo ra khi sáp nhập Catalô nhận dạng sao (Catalog of Stellar Identifications-CSI) và Thư mục chỉ số sao (Bibliographic Star Index) khi chúng có ở Trung tâm máy tính Meudon cho đến tận 1979, và sau đó chúng được mở rộng thêm các nguồn dữ liệu từ các catalô khác và từ các dữ liệu hàn lâm khác. Phiên bản tương tác trực tuyến đầu tiên, phiên bản 2, được đưa ra năm 1981. Phiên bản 3, phát triển bằng ngôn ngữ C chạy trên nền UNIX tại Đài quan sát Strasbourg, được phát hành năm 1990. Mùa thu năm 2006 phiên bản 4 được ra đời, được lưu trữ trong PostgreSQL, và các phần mềm hỗ trợ bây giờ được viết hoàn toàn bằng Java.
Cho đến 14 tháng 6 năm 2007, SIMBAD chứa thông tin của 3.824.195 thiên thể dưới 11.200.785 tên gọi khác nhau, với 209.451 thư mục tham chiếu và 5.455.841 thư mục trích dẫn.
Một tiểu hành tinh, 4692 SIMBAD (1983 VM7) được đặt tên theo cơ sở dữ liệu này.